# Brusselse gewestverkiezingen 2004/Kandidatenlijst/Groen
Dit is de kandidatenlijst van Groen! voor de Brusselse gewestverkiezingen van 2004. De verkozenen staan vetgedrukt.

## Effectieven
1. Adelheid Byttebier
2. Nico Martens
3. Annemie Vermeylen
4. Kris Vanslambrouck
5. Marianne Vincent
6. Luc Denys
7. Erika Bosserez
8. Rashti Negad Reza Gholamalizad
9. Nathalie Slosse
10. Pierre Demol
11. Veronique Rosiers
12. Judith Vanistendael
13. Nadia Mahjoub
14. Koen Van Wonterghem
15. Saskia Latreche
16. Marcel Rijdams
17. Bruno De Lille

## Opvolgers
1. Tinne Van Der Straeten
2. Henk Van Hellem
3. Nathalie De Swaef
4. Wouter Hessels
5. Annemie Van Dam
6. Stefan Rummens
7. Ria Kaatee
8. Steph Feremans
9. Nicole De Bruyn
10. Julien De Praetere
11. Ann Roets
12. Steven De Borger
13. Marjolein Roelandt
14. Jeroen De Smet
15. Katia Van Den Broucke
16. Paul Mariman